# 青藏风毛菊
青藏风毛菊（学名：Saussurea haoi）为菊科风毛菊属的植物，为中国的特有植物。分布于中国大陆的西藏、青海等地，生长于海拔3,200米至4,400米的地区，常生于高山流石山坡，目前尚未由人工引种栽培。